# 巴西寶蓮燈魚
巴西寶蓮燈魚，為輻鰭魚綱脂鯉目脂鯉亞目脂鯉科的其中一個種。分布於南美洲Laguna dos Patos、Tramandai及烏拉圭河流域，體長可達4.2公分，棲息在底中層水域，生活習性不明。